# Tom Brooke
Tom Brooke (Londen, 1978) is een Brits acteur.

## Biografie
Brooke werd geboren in Londen als zoon van acteur Paul Brooke. Hij doorliep het voortgezet onderwijs aan de private Alleyn's School in Dulwich, en studeerde hierna af aan de Universiteit van Hull in Kingston upon Hull. Het acteren heeft hij geleerd aan de London Academy of Music and Dramatic Art in Londen.
Brooke begon in 2004 met acteren in de film The Edge of Reason, waarna hij nog meerdere rollen speelde in films en televisieseries.

## Filmografie

### Films
Uitgezonderd korte films.
- 2022 Empire of Light - als Neil
- 2022 Say Your Prayers - als Vic
- 2017 The Death of Stalin - als Sergei
- 2017 How to Talk to Girls at Parties - als PT Waldo
- 2015 The Dresser - als Oxenby
- 2015 Iona - als Matthew
- 2014 National Theatre Live: King Lear - als Edgar
- 2012 Restless - als Angus Woolf
- 2011 National Theatre Live: The Kitchen - als Peter
- 2011 The Veteran - als Danny Turner
- 2010 Thorne: Scaredycat - als Martin Palmer
- 2009 The Boat That Rocked - als domme Kevin
- 2009 The Young Victoria - als man op zeepkist
- 2006 Venus - als ziekenhuismedewerker
- 2004 D-Day 6.6.1944 - als Mike Dowling
- 2004 The Edge of Reason - als productieassistent

### Televisieserie
Uitgezonderd eenmalige gastrollen.
- 2016-2019 Preacher - als Fiore - 13 afl.
- 2018 Dark Heart - als DC Rick Johnson - 2 afl.
- 2018 Bodyguard - als Andy - 3 afl.
- 2014-2017 Sherlock - als Bill Wiggins - 2 afl.
- 2015 Cradle to Grave - als Keith - 3 afl.
- 2013 Game of Thrones - als Lothar Frey - 2 afl.
- 2013 Lewis - als Brian Miller - 2 afl.
- 2012 Mrs Biggs - als Mike Haynes - 3 afl.
- 2012 Room at the Top - als Charles - 2 afl.
- 2010-2011 Rock & Chips - als DC Stanton - 2 afl.
- 2007 Thieves Like Us - als Bex - 5 afl.
- 2004 Murder Prevention - als DC Mark Rosen - 4 afl.

- Bibliothèque nationale de France: cb16552882r (data)
- Gemeinsame Normdatei: 1072051540
- International Standard Name Identifier: 0000 0000 8051 5477
- Library of Congress Control Number: no2010100364
- Nationale Bibliotheek van Israël: 987007400774505171
- Virtual International Authority File: 122002679
- WorldCat: E39PBJt8mRMcTJ6pR7jXtXfyVC